# Caudron
Caudron (Société des avions Caudron) foi uma empresa francesa construtora de aviões, entre 1909 e 1933, fundada pelos irmãos Gaston e René Caudron.
A Caudron fabricou diversos modelos de aviões para a 1ª Grande Guerra e aviões civis após o fim desta. Em 1933, devido a problemas financeiros, a Caudron entra em falência, e é adquirida por Louis Renault, fundador do grupo Renault.